# Little Sis Nora
Little Sis Nora, nacida como Nora Ekberg (Borås, 30 de agosto de 1996), es una cantante y compositora sueca, hermana de AronChupa. Junto a su hermano, ha participado en cuatro de sus títulos más grandes:  «I'm an Albatraoz», «Little Swing», «Llama In My Living Room» y  «Rave in the Grave». Los últimos tres se produjeron bajo la discográfica Sony Music.

## Discografía

### Como artista principal
- 2017 - «Llama in my Living Room»[2]
- 2018 - «Rave in the Grave»[3]

### Como artista invitada
- 2014 - «I'm an Albatraoz»[4][5]

- 2016 - «Little Swing»[6]

- 2017 - «Grandpa's Groove (AronChupa Edit)»[7]
- 2024 - «Hardstyle Fish» de Little Big